# Spinning
Spinning são uma banda portuguesa de rock alternativo criada em 2004 em Vila Real.
Em 2010 fez o encerramento do concerto de B.B. King em Sabrosa, Portugal.

## História

### 2003 - 2008: Spinning Shalk - primórdios, Music'Arte e final do Rockastru's
Os primórdios dos Spinning remontam a 2003, quando Pedro Costa Paulo e Daniel Branco, que tinham tocado juntos nos Rock Shelters (extintos), decidem formar um novo projecto.
Quando, no início de 2004, Filipe Magalhães Ferreira chega à banda, apercebe-se rapidamente que a banda já tinha matéria bruta para pensar noutros voos. Segue-se uma fase exaustiva de ensaios, selecciona-se o reportório (que na data era excessivamente variado) e inicia-se a gravação da primeira maqueta (processo hoje jocosamente lembrado, dadas as condições logísticas limitadas da altura).
A esta fase embrionária, em que os então denominados Spinning Shalk nos mostravam uma faceta pop-rock, segue-se a primeira actuação, com um segundo lugar alcançado no Rock Nordeste de 2004. Este seria o tónico fundamental para outros voos: gravação do EP 'The Lost" (2004), Mini Tour por Fnac's, abertura para Da Weasel na Semana do Caloiro da UTAD (2004)(Vila Real) e a primeira parte do concerto de Xutos e Pontapés em Freixo de Espada à Cinta.
Era de prever uma fase de importante sucesso em Concursos de Música Moderna como o primeiro lugar no 'Music'Arte (2007)" (Póvoa do Lanhoso), o 2º lugar no 'Concurso Pop/Rock de Grândola (2007)" e a presença na Final do 'Rockastru's (2007)".

### 2009 - 2011: Encerramento do concerto de B.B. King em Portugal
Em 2009, com outra maturidade, alterações na formação e uma outra atitude criativa levou não só à mudança no nome da banda como também na sonoridade, a partir daqui finalmente marcada e definida de um modo jocoso como a "sonoridade Spinning".
2010 foi um ano de afirmação e reconhecimento. A par do convite da Câmara Municipal de Sabrosa para encerrar o evento de B.B. King surge também o convite da Câmara Municipal de Vila Real para encerrar a edição do 'Rock Nordeste 2010". Luís Jardim também gostou do que ouviu e fez questão de o deixar claro no 'Dolce Vita BandCasting 2010".
A 19 de maio de 2011 registou-se o lançamento do EP "Too Late". "Too Late" apresenta-nos um registo marcado essencialmente por atmosferas progressivas e uma toada bastante ritmada, sendo óbvia a intenção de criar uma atmosfera por vezes algo "infantilesca / glamour".

### 2012: Concurso Pop-Rock de Grândola e final em Corroios
2012 começou em grande, com a vitória no "Concurso de Música Pop-Rock" organizado pela Câmara Municipal de Grândola, e iniciava-se uma série de prestações em concursos, com destaque ainda para o apuramento para a final do emblemático "Festival de Música Moderna de Corroios". Haveriam ainda de marcar presença na Semana Académica da UTAD (Vila Real) e em muitos outros festivais/concursos (Amarante, Aveiro, Esposende, Guimarães, Viana do Castelo e Vizela).

### 2013 - 2014: EP "Alter Act" e Hiato
2013 foi um ano ocupado sobretudo com composição e gravações. Depois de começarem o ano pelo concerto na Exponor (Matosinhos-Porto), evento onde também decorreu a entrega do prémio Ensino Magazine, pelo vídeoclip da música "Melodramatic", debruçaram-se na produção e gravações de novos temas, lançando em dezembro o EP "Alter Act", disponibilizado gratuitamente na internet.
Já no final de 2014,a banda decidiu entrar em hiato, devido a razões familiares de um dos seus fundadores. Em comunicado, a banda informou que, não estariam reunidas as condições para dar continuidade ao projecto, enquanto todos os elementos não estivessem novamente com inteira disponibilidade e dedicação. O último concerto foi dado em abril de 2014, na Semana Académica da UTAD em Vila Real.

## Membros
| Formação Original - Pedro Costa Paulo - voz, guitarra e baixo - Filipe Magalhães Ferreira - piano, teclados e voz secundária - Daniel Branco - bateria (2004 - 2008, 2012 - 2014) - Sérgio Ramos - guitarra (2004 - 2009) - Mauro Santos - voz (2004 - 2005) - Tiago Coelho - baixo (2004 - 2005) | Outros membros ao longo dos anos - Valter Ferreira - baixo (ao vivo) (2014) - Ricardo "César" Bento - baixo (2013) - José Rainho - baixo (2010 - 2013) - Pedro Espírito Santo - bateria (2009 - 2012) - Bárbara Canhoto - voz (2010 - 2011) - Maria Pires Manso - voz (2010) - Ricardo Minhava - baixo (2006 - 2009) - Jorge Cardoso - voz (2006) - Luís Coelho - voz (2005) - Ricardo "Ricky" Matos - baixo (2004) |

## Discografia
| EP's - The Lost (2004) - Too Late (2011) - Alter Act (2013) | Maquetas - Demo I (2004) - Demo II - Power Off (2005) - Demo II - Power On (2005) - Demo III - Fado Carrossel (2006) - Demo IV - The Sky Over You (2007) - Demo V (2008) - Demo VI (2009) - Demo VII (2010) - Demo VIII (2011) - Demo IX (2012) |

## Destaques
- 2004: 2º lugar da 1ª edição Rock Nordeste, Vila Real
- 2004: Semana do Caloiro UTAD, Vila Real
- 2005: Fnac Gaia Shopping, Vila Nova de Gaia
- 2005: Noites da Tenda - Discoteca Andromeda, Vila Real
- 2005: 2º lugar do Festival Rock na Praia, Apúlia
- 2005: Abertura Xutos & Pontapés, Freixo de Espada à Cinta
- 2007: Semana Académica da UTAD, Vila Real
- 2007: 2º lugar do 1º Concurso Pop Rock Grândola
- 2007: 1º lugar no Music'Arte, Póvoa do Lanhoso
- 2007: Finalistas do Rockastrus, Esposende
- 2007: Finalistas do  Concurso de Música Moderna I e II, Viseu
- 2008: Fnac Viseu (Palácio do Gelo)
- 2009: 14º Festival de Música Moderna de Gondomar
- 2010: Encerramento do concerto de B.B. King em Portugal
- 2010: Encerramento do Rock Nordeste
- 2010: Band Casting Dolce Vita Douro, Vila Real
- 2011: Semana do Caloiro UTAD, Vila Real
- 2011: Optimus Live Act, Santiago Alquimista, Lisboa
- 2012: Prémio Grupo BB para melhor banda/grupo musical de Vila Real
- 2012: 1º lugar no Concurso de Música Pop-Rock Grândola
- 2012: Semana Académica da UTAD, Vila Real
- 2012: Finalistas do concurso UMplugged, Guimarães
- 2012: Finalistas do XVII Festival de Música Moderna de Corroios
- 2012: JCP Palco Novos Valores (Final Norte), Aveiro
- 2013: Vencedores do Concurso Internacional - "A tua música dá um filme", da Ensino Magazine
- 2014: Semana Académica da UTAD, Vila Real